# Oath of a Freeman
 (mars 2021).
Oath of a Freeman, soit littéralement « Serment d'un homme libre », est un serment d'allégeance qui était requis de la part de chaque nouveau membre de la Colonie de la baie du Massachusetts dans les années 1630. Considéré comme le premier document imprimé sur le continent américain, il n'y a pas d'exemplaire connu de l'édition originale de ce serment, imprimé sur le recto d'un petit feuillet. En 1985, on a cru en avoir finalement découvert un unique feuillet : le faussaire américain Mark Hofmann a tenté d'écouler un faux réalisé par ses soins, qu'il a failli vendre pour 1,5 million de dollars. Néanmoins, une analyse scientifique plus poussée que les précédentes, liée aux soupçons pesant sur Hofman dans le cadre d'une série d'attentats à la bombe à Salt Lake City, a fini par révéler la supercherie.

## Impression originale
Le « Serment » est un vœu d'obéissance au gouvernement de la Colonie, et une promesse de ne pas conspirer contre elle. Il existe des exemples de serments similaires en Angleterre, lesquels demandent de prêter allégeance à la couronne. L'absence de référence au roi d'Angleterre fait du « Serment » un document résolument américain.
La plus ancienne version connue du Oath of a Freeman a été manuscrite par le gouverneur du Massachusetts John Winthrop en 1631. Winthrop déclare dans son journal que le Serment est « le premier document » imprimé par Stephen Daye en 1638 or 1639. Daye était un serrurier anglais qui a pris la mer à destination de Boston en 1638, accompagné d'un clerc Puritain qui a fait passer en contrebande une presse à bord du navire. Le clerc et son imprimeur étant tous deux morts en mer, Daye et son fils ont pris possession de la machine et ont fondé Cambridge Press, la première imprimerie américaine, à Boston. Avant 1638, tous les documents imprimés disponibles en Amérique du Nord étaient imprimés en Angleterre avant d'être transportés par bateau. Avant 1685, la plus ancienne impression connue réalisée en Amérique était le Bay Psalm Book, imprimé par Daye en 1640. Aucune mention de l'impression antérieure du Serment n'existe avant 1647 et, selon l'historien Lawrence C. Wroth, « la possibilité qu'un exemplaire puisse un jour être découvert n'a jamais cessé d'exciter les collectionneurs de Nouvelle-Angleterre ».

## Découverte contemporaine
La façon dont il prend ses distances avec la monarchie britannique, ainsi que son statut particulier de premier document imprimé en Amérique, donne au Serment une valeur toute particulière. Aussi, la découverte très attendue d'un exemplaire original a créé une vive émotion au sein de la communauté des collectionneurs et historiens lorsqu'un négociant en documents rares dénommé Mark Hofmann a prétendu avoir trouvé un tel feuillet chez un bouquiniste de New York en 1985. L'impression d'Hofmann a été proposée à la Bibliothèque du Congrès des États-Unis ainsi qu'à l'American Antiquarian Society, pour un prix estimé à 1,5 million de dollars. En attendant l'authentification complète du document, la Bibliothèque du Congrès a salué cette découverte comme « pouvant compter parmi les plus importantes et plus excitantes (…) du siècle » et a déclaré n'avoir « rien trouvé d'incompatible avec un document attribué à la moitié du xviie siècle ». L'American Antiquarian Society a eu le document en sa possession pendant deux mois et a annoncé : « autant que nous pouvons l'affirmer, il n'y a aucune anomalie ». Les deux organisations ont souhaité procéder à des analyses complémentaires pour confirmer l'authenticité du document et ont exprimé leur intérêt pour l'acquisition du Serment, malgré une série d'événements troublants s'étant produits après sa découverte. En octobre 1985, Steven Christensen, un membre important de l'Église de Jésus-Christ des saints des derniers jours, plus connus sous le nom de « Mormons », est tué dans son bureau par un engin explosif improvisé, de même que l'épouse d'un client de Mark Hofmann, tuée pour sa part à son domicile. Le lendemain c'est Hofmann lui-même qui est victime d'un engin explosif placé dans son véhicule, qui le blesse grièvement. Hofmann plaide par la suite coupable des deux attentats à la bombe et présente l'explosion de son véhicule comme une tentative de suicide.
Mark Hofmann fait preuve d'une grande maîtrise technique dans la réalisation de ses faux : par exemple, il vole du papier contemporain des documents qu'il cherche à imiter ou se le procure en découpant les pages de garde vierges de livres de la même époque. Il élabore également ses propres encres et utilise des procédés chimiques complexes pour vieillir artificiellement ses documents et les faire paraître authentiques. Il apprend l'autohypnose pour copier plus fluidement les signatures de personnalités historiques. Ses faux parviennent à tromper des experts renommés comme Charles Hamilton, Kenneth W. Rendell, et des enquêteurs des Archives nationales et du FBI. Lors de ses aveux, Hofmann affirme avoir réalisé lui-même les plaques ayant servi à imprimer ses faux, mais dit avoir « été paresseux et avoir fait réaliser [celles du] Serment par un professionnel ». Il est démasqué car ne pouvant s'acquitter intégralement du prix de la plaque en espèces, il doit compléter la somme avec un chèque de deux dollars qu'il fait sur un chéquier portant son vrai nom.

## Filmographie
L'histoire de Mark Hofmann et du faux Serment de 1985 est racontée dans la mini-série en trois parties de Netflix Trahison chez les mormons : Le faussaire assassin, diffusée en 2021.